# مات غراهام
مات غراهام (بالإنجليزية: Matt Graham)‏ هو لاعب بوكر أمريكي، ولد في 1983 في نيو أورلينز في الولايات المتحدة.